# 高知リハビリテーション専門職大学
高知リハビリテーション専門職大学（こうちリハビリテーションせんもんしょくだいがく、英語: Kochi Professional University of Rehabilitation）は、高知県土佐市に本部を置く私立の専門職大学である。

## 概観
2019年4月に、高知リハビリテーション学院を基盤に専門職大学として開学した。専門職大学としては、国際ファッション専門職大学とともに全国で初となる。

## 沿革
（沿革節の主要な出典は公式サイト）
- 1968年 - 高知リハビリテーション学院開学
- 2019年 - 高知リハビリテーション専門職大学開学
- 2023年1月13日 - 高知リハビリテーション学院の廃止が認可される[3]

## 学部
- リハビリテーション学部
  - リハビリテーション学科
    - 理学療法学専攻
    - 作業療法学専攻
    - 言語聴覚学専攻

## 大学関係者
高知リハビリテーション専門職大学、および前身校に関係する人物

### 著名な教職員
- 小嶋裕（リハビリテーション学部教授） - 理学療法学・社会福祉学・老年社会学・公衆衛生学
- 清水一（リハビリテーション学部教授） - 作業療法学
- 宮川哲夫（リハビリテーション学部教授・学長） - 呼吸ケア・呼吸リハビリテーション・呼吸理学療法
- 栁澤健（リハビリテーション学部教授・副学部長） - 運動療法学・物理療法学・運動学・電気生理学・PNF

### OB・OG
- 井上和久 - 埼玉県立大学保健医療福祉学部准教授
- 小嶋裕 - 高知リハビリテーション専門職大学教授
- 坂口光晴 - 佛教大学保健医療技術学部准教授
- 宮川哲夫 - 高知リハビリテーション専門職大学教授

## 公式サイト
- 高知リハビリテーション専門職大学